# Prígorodni (Tijoretsk, Krasnodar)
Prígorodni (del ruso: Пригородный) es una stanitsa del raión de Tijoretsk del krai de Krasnodar, en Rusia. Está situada en las llanuras de Kubán-Priazov, en la orilla derecha del Chelbas, frente a Krasnoktiábrskaya, 5 km al sur de Tijoretsk y 120 km al nordeste de Krasnodar, la capital del krai. Tenía 1 410 habitantes en 2010.
Pertenece al municipio Alekséyevskoye.